# The Last Black Man in San Francisco
The Last Black Man in San Francisco ist ein Filmdrama von Joe Talbot, das im Januar 2019 im Rahmen des Sundance Film Festivals seine Premiere feierte.

## Handlung
Jimmy Fails wohnt bei seinem Freund Montgomery Allen in San Francisco. Sein großes Ziel ist es, das von seinem Großvater erbaute viktorianische Haus wieder in den Besitz der Familie zurückzubringen. Nachdem der Eigentümer des Hauses stirbt und die Rechtsnachfolge unklar bleibt, müssen die bisherigen Bewohner das Haus verlassen. Jimmy und Montgomery ziehen in das nun leere Haus ein und statten es mit dem ursprünglichen Mobiliar wieder aus. Jimmy versucht vergeblich, das Haus zu kaufen und wird vom Liegenschaftsvermittler samt Mobiliar auf die Straße gesetzt. Montgomery erfährt, dass das Haus nicht von Jimmys Großvater erbaut wurde, sondern wie die anderen Häuser in der Umgebung bereits etwa hundert Jahre früher.

## Produktion
Regie führte Joe Talbot, der gemeinsam mit Rob Richert auch das Drehbuch schrieb.
Jimmie Fails, auf dessen wahrer Lebensgeschichte der Film basiert, übernahm die Hauptrolle gleichen Namens. Im Mai 2018 wurde die Besetzung mit Jonathan Majors, Danny Glover, Tichina Arnold, Rob Morgan, Mike Epps, Finn Wittrock und Thora Birch bekannt. Die Dreharbeiten wurden bereits im April 2018 begonnen.
Die Filmmusik komponierte Emile Mosseri. Der Soundtrack, der insgesamt 26 Musikstücke umfasst, darunter auch San Francisco (Be Sure to Wear Flowers in Your Hair) von Daniel Herskadall, Emile Mosseri und Joe Talbot, wurde am 7. Juni 2019 von Lakeshore Records veröffentlicht.
Der Film wurde am 26. Januar 2019 im Rahmen des Sundance Film Festivals erstmals gezeigt. Im März 2019 wurde ein erster Trailer vorgestellt. Den Vertrieb übernahm A24. Am 7. Juni 2019 kam der Film in ausgewählte US-Kinos. Im August 2019 wurde er beim Locarno Festival im Concorso internazionale gezeigt, Anfang Oktober 2019 beim London Film Festival.

## Rezeption

### Altersfreigabe
In den USA erhielt der Film von der MPAA ein R-Rating, was einer Freigabe ab 17 Jahren entspricht.

### Kritiken
Der Film konnte bislang 92 Prozent aller Kritiker bei Rotten Tomatoes überzeugen und erhielt hierbei eine durchschnittliche Bewertung von 8,3 der möglichen 10 Punkte.
David Ehrlich von IndieWire schreibt, Joe Talbot erzähle Jimmies Geschichte in seinem witzigen und bittersüßen Debütfilm aus der Perspektive eines Menschen, der es nicht ertragen kann, seine Heimatstadt hinter sich zu lassen. Sein unvergesslicher Film sei ein Requiem für die Dinge, die wir verlieren und eine weise Erinnerung daran, dass wir nichts wirklich für immer behalten können, so Ehrlich.
Peter Debruge von Variety vergleicht den Versuch, einen Film über die Gentrifizierung erzählen zu wollen mit dem Versuch, einem Actionfilm über die globale Erwärmung zu machen. Beide Prozesse sind zwar inhärent dramatisch, aber beide Vorgänge liefen so langsam ab, dass das Publikum das Interesse verliere, während es darauf wartet, dass die Eiskappen schmelzen, so Debruge. Auch wenn die Beziehung der Rassen untereinander, der Klassenkampf und die Gentrifizierung unverzichtbare Themen im zeitgenössischen Drama seien, neigten die Zuschauer dazu, sich zu langweilen, wenn diese Themen als Handlung in den Vordergrund treten. Vor dem gleichen Problem stehe auch The Last Black Man in San Francisco, dennoch gelinge es Adam Newport-Berras Kamera und Emile Mosseris Filmmusik ein warmes Gefühl gegenüber den Hauptpersonen aufrechtzuerhalten. Cinereach, die den Film unterstützten, hätten bereits mit Filmen wie Beasts of the Southern Wild, The Florida Project und We the Animals gezeigt, dass eine Investition in Sound und Visuals lohne, damit ein Film vom Publikum ernst genommen wird. Auf eine seltsame Art und Weise fühle sich dieser Film wie eine unkonventionelle Romanze an, in der der Held nicht von einer Person, sondern von einem Haus besessen ist.

### Auszeichnungen
African-American Film Critics Association Awards 2019
- Auszeichnung als Bester Independentfilm[12]

American Black Film Festival 2020
- Nominierung als Film des Jahres[13]

Black Reel Awards 2020
- Nominierung als Bester Independentfilm
- Nominierung als Bester Hauptdarsteller (Jimmie Fails)
- Nominierung als Bester Nebendarsteller (Jonathan Majors)
- Nominierung als Bester Nachwuchsdarsteller (Jimmie Fails)
- Nominierung als Bester Nachwuchsdarsteller (Jonathan Majors)
- Nominierung als Bestes Ensemble (Julia Kim)
- Nominierung für die Beste Filmmusik (Emile Mosseri)
- Nominierung für die Beste Kamera (Adam Newport-Berra)[14]

Camerimage 2019
- Nominierung für den Goldenen Frosch (Adam Newport-Berra)[15]

Directors Guild of America Awards 2020
- Nominierung für das Beste Regiedebüt (Joe Talbot)[16]

Gotham Awards 2019
- Nominierung für die Beste Nachwuchsregie (Joe Talbot)
- Nominierung für das Beste Drehbuch (Jimmie Fails und Rob Richert)
- Nominierung als Bester Nachwuchsdarsteller (Jonathan Majors)

Independent Spirit Awards 2020
- Nominierung als Bester Debütfilm
- Nominierung als Bester Nebendarsteller (Jonathan Majors)
- Nominierung für den Someone to Watch Award (Joe Talbot)[17]

Locarno Festival 2019
- Nominierung für den Goldenen Leoparden (Joe Talbot)[7]

London Film Festival 2019
- Nominierung für den Sutherland Award im First Feature Competition

National Board of Review Awards 2019
- Aufnahme in die Top 10 Independent-Filme[18]

Online Film Critics Society Awards 2020
- Nominierung als Bester Newcomer – Filmemacher (Joe Talbot)[19]

Sundance Film Festival 2019
- Nominierung für den Grand Jury Prize im U.S. Dramatic Competition (Joe Talbot)
- Auszeichnung mit dem U.S. Dramatic Directing Award (Joe Talbot)
- Auszeichnung mit dem U.S. Dramatic Special Jury Award – Creative Collaboration[20]